# Regra jurídica
É a regra de Direito em que se inclui não somente o principio que se gera da lei, como aquele que se firma na doutrina ou na jurisprudência. 

## Estrutura

### Abstração e generalidade
Enquanto norma jurídica, as regras são gerais e abstratas. São gerais porque não são prescritas para um indivíduo específico, mas para todos os que se enquadrem na regra; e são abstratas porque aplicáveis a todas as situações que se subsumirem à norma,  e não apenas a um específico caso concreto. Caberá aos magistrados identificar e aplicar a regra jurídica equivalente ao caso concreto.

### Hipoteticidade
Como característica do gênero norma jurídica, as regras jurídicas são hipotéticas e condicionais. Isto é, só se aplicam quando produzido o fato que corresponda à sua previsão: 
hipótese ⇒ conseqüência (“se A então B”)

### Imperativo e regra de conduta
Regras jurídicas são imperativos, comandos. Contudo, a qualificação de regra como imperativo é limitada às regras de conduta. As regras permissivas também não se enquadram facilmente à noção de imperativo.

## Tipos de regras segundo H.L.A Hart
Segundo H.L.A Hart os padrões de comportamento exigidos por uma regra nem sempre são concebidos em termos de obrigação. Para o autor, as regras podem ser tipificadas de duas maneiras: regras primárias (que concedem direitos ou impõem obrigações aos membros da comunidade) e as regras secundárias (que estipulam como e por quem tais regras podem ser estabelecidas, declaradas legais, modificadas ou abolidas).
De acordo com H.L.A Hart sociedades estruturadas tão somente por regras primárias não podem constituir um sistema jurídico, mas simplesmente um conjunto de padrões separados, sem qualquer identificação ou marca comum. Tais sociedades possuiriam, portanto, três defeitos: 1- a incerteza (dúvidas acerca de quais são as regras ou acerca do preciso âmbito de certa regra dada), 2- o caráter estático das regras (dificuldades em alterar, eliminar ou introduzir novas regras), 3 – ineficácia da pressão social difusa (pelo qual as regras são mantidas).
Para o autor, tais defeitos podem ser superados pela complementação às regras primárias com tipos de regras secundárias, a saber: regras de reconhecimento, para o defeito da incerteza; regras de alteração, para o defeito da qualidade estática das regras e regras de julgamento, para a ineficácia da pressão social difusa.
Segundo H.L.A Hart, há duas fontes possíveis para autoridade de uma regra – tendo em vista sua tipologia (regras primárias e secundárias): 1- Aceitação de uma regra como padrão de conduta de um grupo e 2 – Validez, porquanto promulgada de acordo com alguma regra secundária.

## Diferença entre regras e princípios jurídicos
No debate sobre distinção entre regras e princípios destacam-se dois autores Robert Alexy e Ronald Dworkin.
De acordo com Ronald Dworkin a distinção entre regras e princípios está na natureza da orientação que oferecem. As regras devem ser aplicadas de modo “tudo ou nada”. Ou seja, caso seja reconhecida a validade e aplicabilidade de uma regra ao caso concreto, ela sumariamente exclui a aplicação de outras normas ao mesmo caso. Deste modo, o conflito entre regras jurídicas será solucionado pela identificação de qual regra permanece válida ou não no ordenamento jurídico.
A aplicação de princípios ao caso concreto, por outro lado, envolve o exercício de sopesamento. Ou seja, identifica-se qual princípio deve prevalecer na solução do caso concreto sem que para isso seja realizado juízo de validade.
De modo semelhante à Ronald Dworkin, Robert Alexy postula que tanto regras quanto princípios são normas. A distinção consiste não na ideia de grau de generalidade, mas sim numa distinção qualitativa. Princípios são normas que ordenam que algo seja realizado na maior medida possível dentro das possibilidades jurídicas fáticas existentes (são mandamentos de otimização), já as regras são normas que podem ser satisfeitas ou não. Caso uma regra seja válida, deve-se fazer exatamente o que ela exige (contem, portanto, determinações). Em alguns casos pode ocorrer a colisão de princípios, e para encontrar qual se encaixa mais na situação é necessário fazer um sopesamento, que é uma ponderação entre os princípios conflitantes frente ao caso concreto. Sendo importante ressaltar que, nesse processo de sopesar não há uma invalidade de um dos princípios, mas sim qual terá mais peso no caso, e um englobamento dos dois com preponderância de um deles, formando uma espécie de regra que vai ser para julgar o caso. No caso de conflito de regras, o que ocorre mesmo é geralmente a invalidez de uma delas.

## Crítica à diferenciação entre regras e princípios jurídicos
Alguns teóricos criticam a visão que acredita na existência de uma diferença entre princípios e regras. Entre eles estão José Reinaldo de Lima Lopes e Neil MacCormick.
Para José Reinaldo de Lima Lopes, tanto regras quanto princípios defrontam-se com classificação ou interpretação. Haveria regras mais específicas e regras menos específicas, mas sempre é necessário verificar (realizar um juízo de classificação) a pertinência do caso. 
Tanto as regras como os princípios dependem também de determinações de sentido que não se podem dar senão em circunstâncias específicas. Esse processo de tensão entre as normas, por definição (e não por acidente) genéricas, e os fatos, por definição
(e não por acidente) específicos, faz com que o sentido das regras se defina ao longo de sua aplicação. Esse processo dá-se com qualquer norma, ou seja, tanto no caso de princípios quanto no caso de regras.
Assim, o recurso aos princípios não elimina o trabalho mental exigido para a aplicação das regras. E as regras não se aplicam tão claramente da forma tudo-ou-nada. Uma regra pode perfeitamente ser válida, ser levada em consideração pelo julgador e ser afastada em um caso concreto porque os fatos – as circunstâncias – que são transformados em premissa menor não se consideram do tipo ou da classe prevista na regra. Isso mesmo pode acontecer quando se tratar de princípios: são os fatos e suas circunstâncias que vão determinar se um princípio é o adequado para a solução do caso. Para o autor, uma única diferença entre princípio e regra pode, porém, ser estabelecida quando se afirma que os princípios são as regras superiores, das quais outras regras dependem . Somente nesses termos poder-se-ia aceitar a diferença de princípios e regras. 
Neil Maccormick - autor positivista -possui argumentos no mesmo sentido: dizer que regras se aplicam tudo-ou-nada e princípios se aplicam por ponderação é, na verdade, usar a palavra ponderação e peso de forma meramente metafórica. Para o autor, os princípios são apenas regras mais gerais. 

## Aspectos incontroversos do debate
Haveria dois aspectos relacionados à diferenciação “regra jurídica” e “princípio jurídico” em que os teóricos não divergiriam: 1- os princípios são relativamente às regras, extensos, gerais ou não específicos e 2- os princípios, por se referirem mais ou menos explicitamente a um certo objetivo, finalidade , direito ou valor são encarados, a partir de certos pontos de vista, como desejáveis de manter ou de ser objeto de adesão, capazes de fornecer fundamentação e justificação para as regras. 